# Biblioteca do Estado de Liechtenstein
O Liechtensteinische Landesbibliothek (em inglês: Liechtenstein State Library ) é a biblioteca de depósito e direitos autorais do Liechtenstein.
A Biblioteca Estadual de Liechtenstein, conhecida localmente como Biblioteca Estadual, foi criada por lei em 1961 pela National Library Foundation. A Biblioteca Estadual possui um depositário legal. Além de formar a própria biblioteca, a National Library Foundation também fornece comissões de bibliotecários. Os membros do conselho de administração são nomeados pelo governo nacional, que também atua como órgão de supervisão da Fundação. A Biblioteca Estadual de Professores, fundada em 1906, foi incorporada como um departamento separado por decisão eleita pela Comissão de três membros da conferência de professores e também pelo Conselho Estadual de Educação. O Gabinete do Bibliotecário, que governa a National Library Foundation, alterou os estatutos da separação. Os estatutos alterados mudaram os papéis da Biblioteca Estadual; agora funciona como uma biblioteca nacional e também como uma biblioteca científica e pública. Como biblioteca nacional, a Biblioteca Estadual coleta materiais impressos, gravuras e músicas criadas por cidadãos nacionais, além de itens relacionados ao Liechtenstein. A Biblioteca Estadual também atua como uma biblioteca de patentes para o Liechtenstein e, como tal, fornece acesso a informações abrangentes sobre patentes internacionais. As regras e os regulamentos da Biblioteca Estadual devem seguir a legislação atual do Espaço Econômico Europeu do Liechtenstein, bem como a legislação suíça.

## Inventário da biblioteca
Em 2012, a Biblioteca Estadual continha cerca de 250.000 itens, com quase 130.000 empréstimos concedidos a 3.956 clientes da biblioteca. 2.524 desses clientes são do Liechtenstein e 1.432 pessoas são da região. Em 1999, o sistema de bibliotecas on-line da State Library se uniu ao Aleph 500 da Ex Libris. Este sistema de rastreamento automatizado fornece os catálogos de bibliotecas para todas as bibliotecas públicas dentro e fora da região de Liechtenstein. A Biblioteca Estadual é um membro associado da Rede de Informação da Suíça Alemã. Além disso, a Biblioteca Estadual está participando do projeto Dandelon.com, no qual a Biblioteca Estadual do Liechtenstein está digitalizando seus materiais para acesso on-line; isso também inclui materiais que a Universidade do Liechtenstein doou para a biblioteca em 2003.

Em agosto de 2012, a Biblioteca Estadual montou o Projeto eLiechtensteinesia, que fornece acesso on-line a varreduras do Anuário da Sociedade Histórica do Principado do Liechtenstein, jornais nacionais antigos e outras publicações do Liechtenstein.